# The Finest Hours (phim 2016)
Thời khắc phi thường (tiếng Anh: The Finest Hours) là một bộ phim giật gân chính kịch lịch sử của Mỹ 2016 do Craig Gillespie và sản xuất bởi Walt Disney Pictures. Kịch bản phim chắp bút bởi Eric Johnson, Scott Silver và Paul Tamasy, dựa trên The Finest Hours: The True Story of the U.S. Coast Guard's Most Daring Sea Rescue của Michael J. Tougias và Casey Sherman. Phim có sự tham gia của Chris Pine, Casey Affleck, Ben Foster, Holliday Grainger, John Ortiz, và Eric Bana, kể về cuộc giải cứu tàu SS Pendleton lịch sử vào năm 1952 của Tuần duyên Hoa Kỳ.